# Bing Huang
Karen Bing Huang (* um 1981) ist eine irische Badmintonspielerin chinesischer Herkunft. 

## Karriere
Bing Huang gewann 2002 bei den nationalen Meisterschaften in Irland alle drei möglichen Titel. 2005 folgten zwei weitere Titelgewinne. 2007 siegte sie bei den Welsh International und den Irish Open, 2007 bei den  Slovak International.

## Sportliche Erfolge
| Saison | Veranstaltung                  | Disziplin   | Platz | Name                          |
| ------ | ------------------------------ | ----------- | ----- | ----------------------------- |
| 2002   | Irland: Einzelmeisterschaften  | Mixed       | 1     | Donal O’Halloran / Bing Huang |
| 2002   | Irland: Einzelmeisterschaften  | Dameneinzel | 1     | Bing Huang                    |
| 2002   | Irland: Einzelmeisterschaften  | Damendoppel | 1     | Bing Huang / Keelin Fox       |
| 2005   | Irland: Einzelmeisterschaften  | Mixed       | 1     | Donal O’Halloran / Bing Huang |
| 2005   | Irland: Einzelmeisterschaften  | Damendoppel | 1     | Bing Huang / Chloe Magee      |
| 2007   | Welsh International            | Damendoppel | 1     | Chloe Magee / Bing Huang      |
| 2007   | Irish Open                     | Damendoppel | 1     | Bing Huang / Chloe Magee      |
| 2007   | North Shore City International | Damendoppel | 1     | Chloe Magee / Bing Huang      |
| 2008   | Slovak International           | Damendoppel | 1     | Bing Huang / Chloe Magee      |